# Julián Fernández Sánchez
Julián Fernández Sánchez (Cazorla, Jaén, 1952) es un político español, que ha desarrollado su vida profesional y política en Navarra.

## Biografía
Trabajador autónomo de la construcción. Concejal del Ayuntamiento de la Cendea de Ansoáin entre 1987 y 1991 por Izquierda Unida de Navarra. Miembro de la Junta del Concejo de Berriozar entre 1988 y 1991. Concejal del Ayuntamiento de Berriozar entre 1992 y 1997. Diputado al Congreso por Navarra en la legislatura 1996-2000.